# Lucas Giolito
Lucas Frost Giolito (né le 14 juillet 1994 à Santa Monica, Californie, États-Unis) est un lanceur droitier des Red Sox de Boston de la Ligue majeure de baseball.

## Carrière

### Débuts
À l'approche du repêchage 2012 des joueurs amateurs, Lucas Giolito, qui joue au baseball à l'école secondaire Harvard-Westlake High de Studio City en Californie, est l'un des candidats probables pour être le tout premier joueur choisi par un club du baseball majeur,,, mais une blessure au ligament collatéral ulnaire de son bras droit en mars met fin à sa saison et inquiète les dépisteurs. Le jeune lanceur, dont la balle rapide est chronométrée à 160 km/h (100 mph), est finalement le 16e athlète réclamé au total en juin 2012, et il est le choix de premier tour des Nationals de Washington. Malgré les inquiétudes au sujet de sa blessure au coude, Giolito est engagé par les Nationals, les deux parties en venant à une entente quelque 30 secondes avant l'échéance pour faire signer un contrat à un joueur repêché[réf. souhaitée]. Le 13 juillet 2012, il appose donc sa signature sur son premier contrat professionnel, perçoit une prime de 2 925 000 dollars, et renonce à jouer pour les Bruins de l'université de Californie à Los Angeles, où il s'était engagé si un contrat avec un club des majeures n'était pas possible. En août 2012, moins d'un mois après la signature de son contrat, les Nationals annoncent que Giolito doit subir une opération Tommy John pour réparer le ligament de son coude droit.
L'opération subie par Giolito affecte son classement au palmarès annuel des 100 meilleurs joueurs d'avenir, dressé par Baseball America. Au début 2013, alors qu'il est en convalescence, la réputée publication le classe au 67e rang de son top 100, mais il grimpe au 21e un an plus tard, pour atteindre la 7e position au début 2015, puis la 5e place au début 2016.

### Nationals de Washington

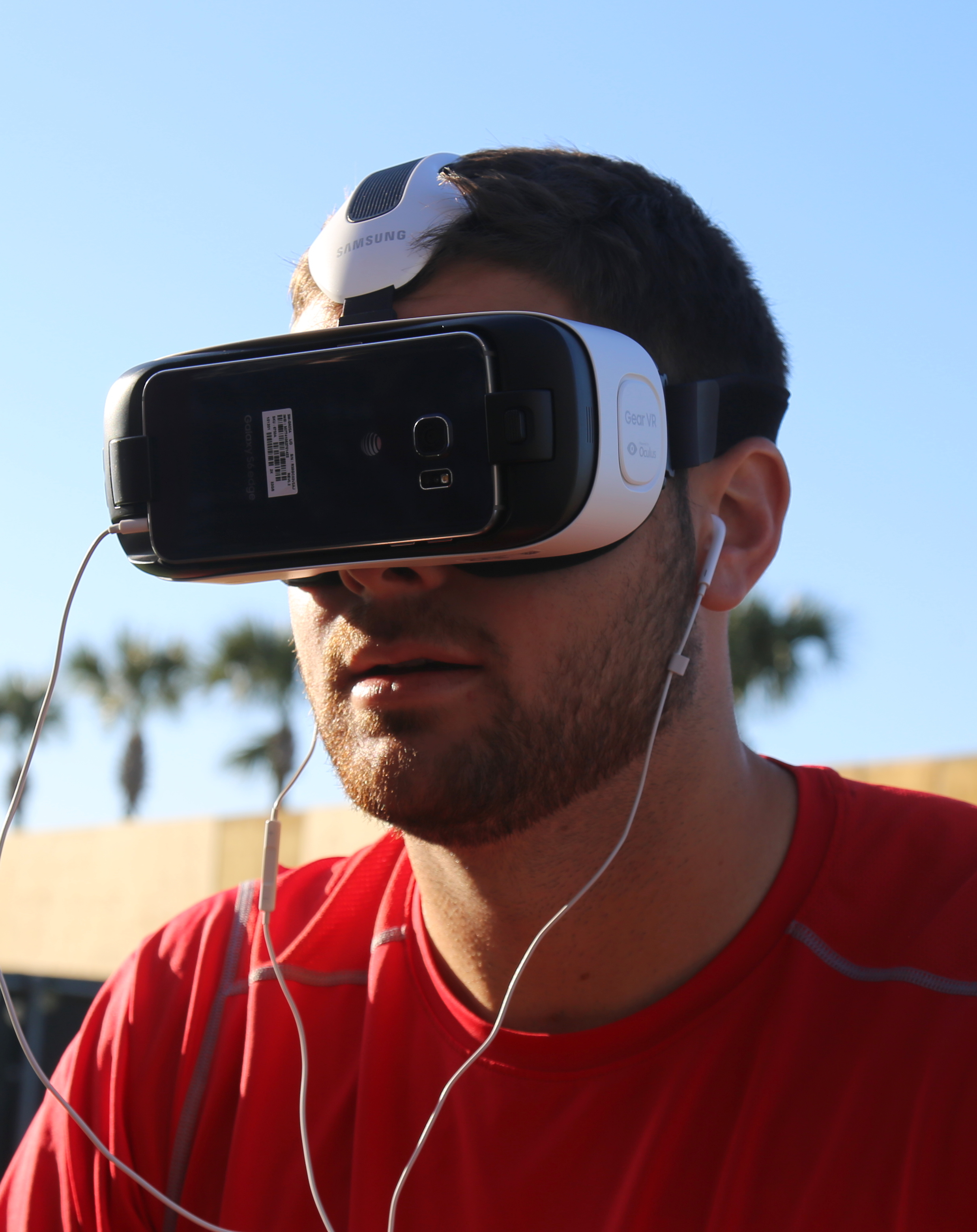
Lucas Giolito coiffé d'un Gear VR en 2016.

Lucas Giolito fait ses débuts dans le baseball majeur le 28 juin 2016 comme lanceur partant des Nationals de Washington face aux Mets de New York. Il blanchit l'adversaire pendant 4 manches, mais des averses interrompent la partie et il ne revient pas au monticule lorsque le match reprend. Ses premiers essais dans les majeures ne se passent cependant pas très bien. Il apparaît dans 6 matchs des Nationals en 2016, dont 4 comme lanceur partant, et sa moyenne de points mérités s'élève à 6,75 en 21 manches et un tiers lancées, avec 11 retraits sur des prises mais 12 buts-sur-balles accordés.

### White Sox de Chicago
Le 7 décembre 2016, Lucas Giolito est la pièce de résistance dans un échange de joueurs qui permet aux Nationals de Washington d'acquérir Adam Eaton, un voltigeur de centre étoile. Avec les lanceurs droitiers Reynaldo López et Dane Dunning, Giolito est ainsi transféré aux White Sox de Chicago. Malgré ses débuts hasardeux l'année précédente avec Washington, Giolito apparaît au début 2017 en 25e position du palmarès des 100 meilleurs joueurs d'avenir selon Baseball America.
Giolito remporte sa première victoire dans les majeures le 27 août 2017 face aux Tigers de Détroit.
Il éprouve initialement beaucoup de difficultés chez les White Sox. Après avoir démontré de belles capacités en 2018, remettant une moyenne de points mérités de 2,38 en 45 manches et un tiers lancées en 7 départs, il connaît une année 2018 catastrophique. Cette saison-là, sa moyenne de points mérités se chiffre à 6,13 en 32 départs et 173 manches lancées. Il est le lanceur du baseball majeur qui accorde le plus de points mérités (118) et celui de la Ligue américaine qui donne à l'adversaire le plus de buts-sur-balles (90).
À la lumière de ces déboires, le virement de situation entre 2018 et 2019 n'en est que plus spectaculaire. En une année, Giolito s'impose comme un des bons lanceurs partants de la ligue. En 2019, il est invité au match des étoiles pour la première fois et termine au 6e du vote qui désigne le lauréat du trophée Cy Young du meilleur lanceur de l'année dans la Ligue américaine. En 176 manches et deux tiers lancées, il réussit 228 retraits sur des prises et abaisse sa moyenne de points mérités à 3,41. Il mène le baseball majeur avec trois matchs complets et deux blanchissages.

### Angels de Los Angeles
Le 26 juillet 2023, il est transféré aux Angels de Los Angeles avec Reynaldo López en echange de Ky Bush et de Edgar Quero.
Le 28 juillet, il joue son premier match avec sa nouvelle équipe. Il lance 5 manches un tiers, concède 6 coup sûrs et 3 points mérités dont 2 coups de circuits. Il retire 5 batteurs sur prises.

### Guardians de Cleveland
Le 31 aout 2023, Lucas Giolito est réclamé au ballottage par les Guardians de Cleveland.

### Red Sox de Boston
Le 3 janvier 2024, Lucas Giolito signe un contrat d’un an avec une option pour la deuxième année avec les Red Sox de Boston.